# FeliCa

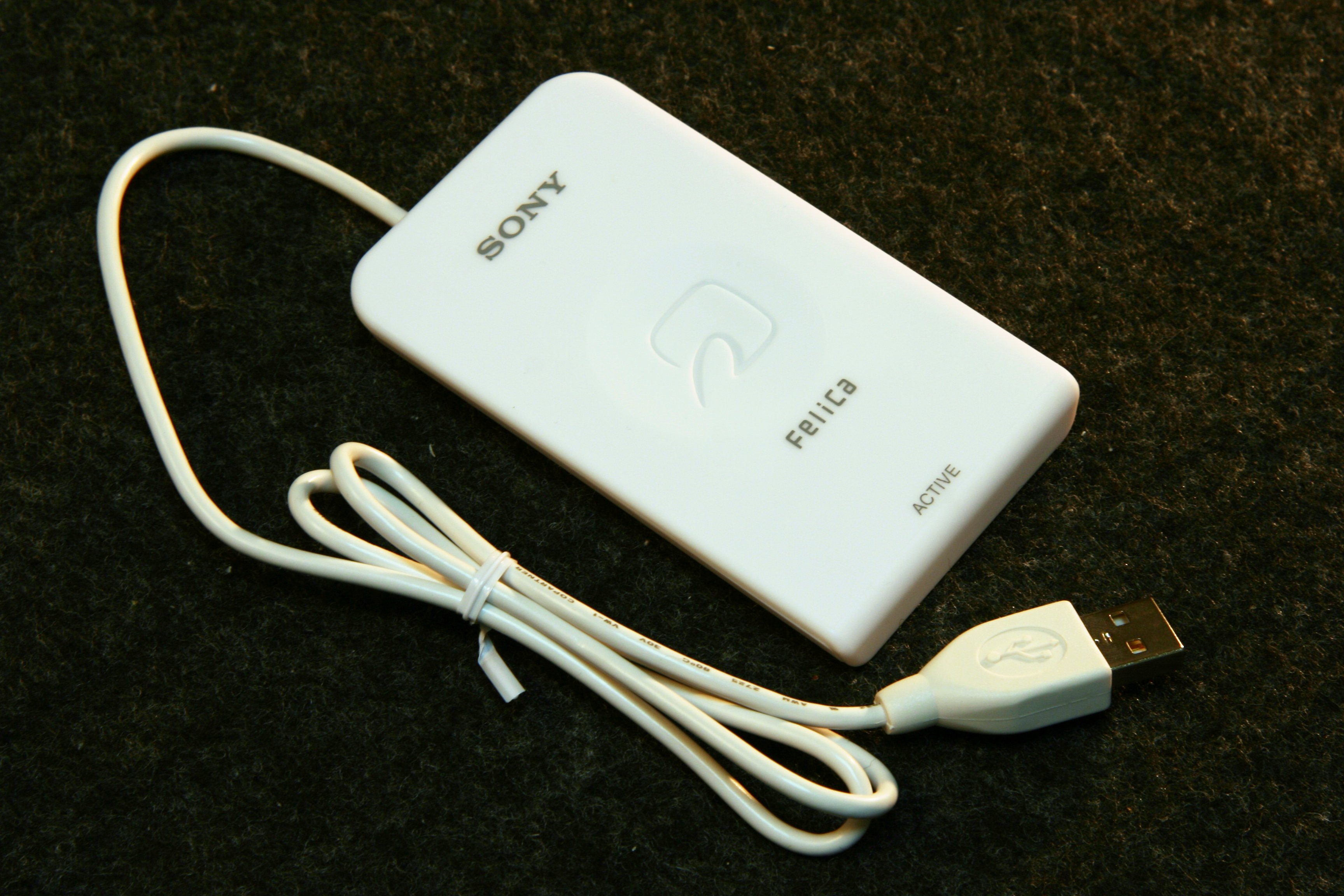
Carte FeliCa IC de lecture/écriture Sony PaSoRi RC-S320 sans contact (2007).

FeliCa est une technique de carte à puce sans contact mise au point par la société japonaise Sony. Elle est principalement utilisée dans les porte-monnaie électroniques. Le nom est une contraction de Felicity Card. Cette technique a été pour la première fois utilisée dans les cartes Octopus à Hong Kong en 1997. De nos jours, cette technique est utilisée dans des pays comme Singapour, le Japon ou encore les États-Unis.

## Technologie

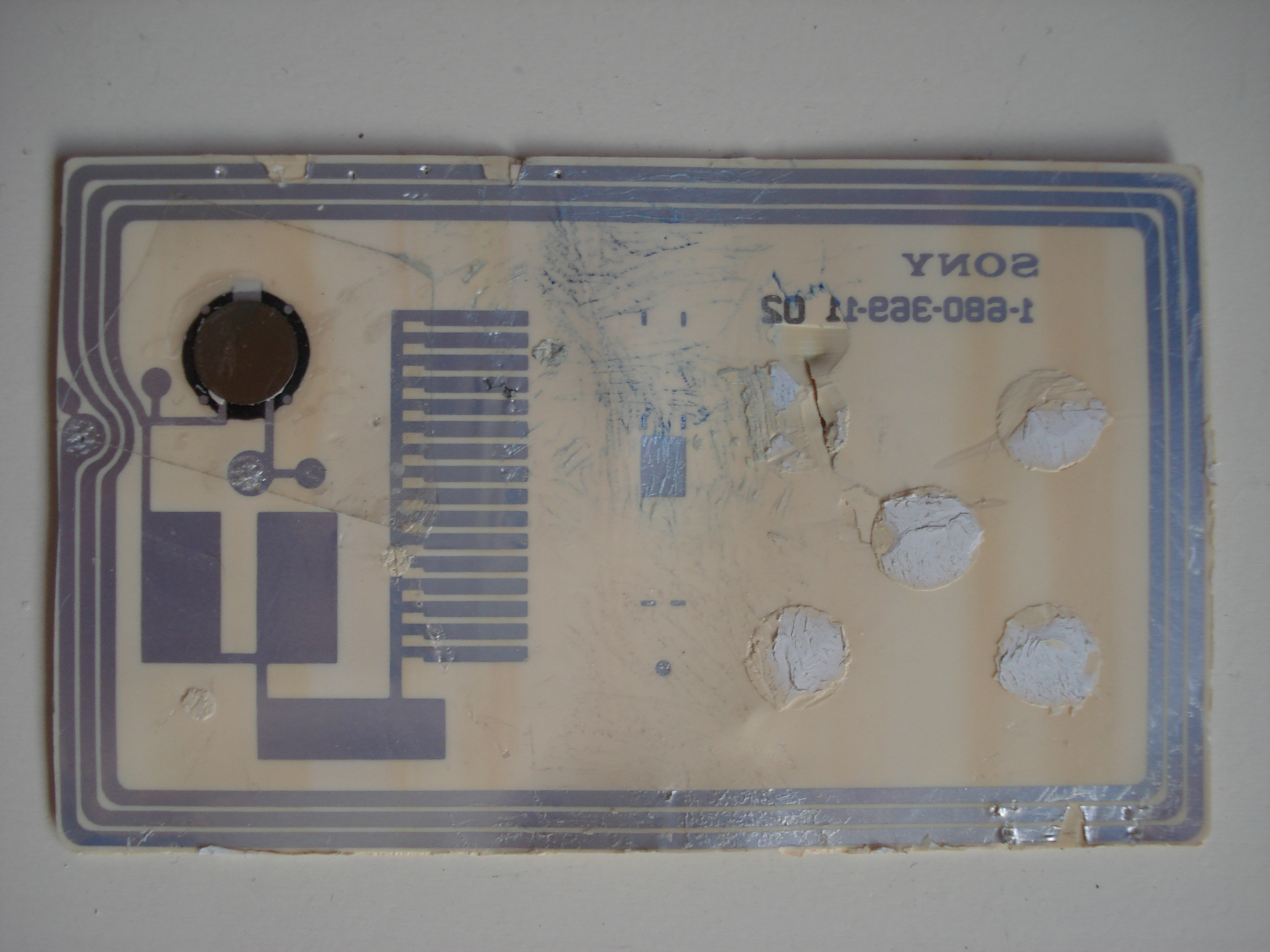
Une carte EZ-Link mise à nu, révélant ses circuits internes.

La clé de chiffrement utilisée pour la communication est générée à chaque fois qu'une authentification mutuelle entre la carte et le lecteur est initiée.

## Smartphones compatibles FeliCa
L'iPhone à partir du 8 et l'Apple Watch à partir de la Series 3, Seuls les iPhones 7 et Apple Watch Series 2 vendus au Japon fonctionnent avec Suica   d'Apple ainsi que le Xperia XZ de Sony sont, entre autres, compatibles avec le protocole Felica.

## Utilisation dans le monde

### Hong Kong
- Carte Octopus

### Japon
- Kitaca
- ICOCA
- PASMO
- SUGOCA
- Suica

### Singapour
- Carte EZ-Link